# Alazeja
Az Alazeja (oroszul: Алазея) folyó Oroszország ázsiai felén,  Jakutföld északkeleti részén.

## Földrajz
Hossza: 1590 km, vízgyűjtő területe: 64 700 km², évi közepes vízhozama: 320 m³/sec.
Az Alazeja-fennsíkon, a Nyelkan és a Kadilcsan folyók egyesülésével keletkezik. A síkságra kiérve medre rendkívül kanyargóssá válik. Legnagyobb részében a Kolima-alföld lapos, mocsaras, sok ezernyi tóval borított területén folyik végig északi irányban. A torkolat előtt ágakra bomlik és az Ingyigirka deltájától keletre ömlik a Kelet-szibériai-tengerbe. Teljes hosszában az északi sarkkörön túl, fagyott talajú tundrán folyik, vízgyűjtő területét mintegy 24 000 kisebb tó borítja. Szeptember végén, október elején befagy és május végéig június elejéig jég borítja. Partján nagyobb települések nincsenek.
Legnagyobb, bal oldali mellékfolyója a Rosszoha (790 km).